# Block allocation map
Em sistemas de arquivos, um Block Allocation Map (BAM) é uma estrutura de dados usada para rastrear os blocos alocados ou livres.